# Dança dos Lenços
Dança dos Lenços é um grupo de dança originário de Barão de Melgaço no Mato Grosso. Criada por dona Leodina Oliveira da Silva, Dança dos Lenços apresenta coreografia de movimentos delicados e suaves, baseados nas tradições da dança siriri, e performada ao som de rasqueado com acordeão, violão e percussão e cantigas folclóricas como Barco Alemão e A Canoa Virou. A coreografia principal foi inspirada em um sonho que o filho de dona Leodina teve. Tradicionalmente, a Dança dos Lenços servia como forma de introdução de moças solteiras à rapazes em festejos tradicionais da região pantaneira. As moças trajam vestidos rodados coloridos, fitas e lenços durante a dança.
Através do Projeto de Lei 297/13, a Assembleia Legislativa de Mato Grosso declarou a dança como patrimônio cultural imaterial.